# Antonín Kraft
Antonín Kraft (30. prosince 1749, Rokycany – 28. srpna 1820, Vídeň) byl český violoncellista a hudební skladatel.

## Život a kariéra

### Mladá léta
Narodil se jako sedmé dítě z deseti v rodině obecního sládka Františka Krafta a Marie Magdalény Kraftové. Matka zemřela, když mu bylo sedm let. Školní docházku zahájil v rodišti, stejně jako hudební vzdělávání. Sám se naučil hrát na violoncello, byl však od samého mládí hudebně vedený muzikálním otcem i učiteli ve škole v Rokycanech.
Pokračoval ve studiu na gymnáziu v Praze a v roce 1769 krátce studoval filosofii na Karlově univerzitě. Hře na violoncello se učil u hudebního pedagoga Františka Josefa Wernera, violoncellisty kláštera řádu křižovníků na Starém Městě pražském.
V 70. letech 18. století se oženil s Marií Annou Trebiczkou (Třebickou) z Dobřan, s níž měl syna Mikuláše (1778–1853), ten zdědil po otci hudební nadání, hrával s ním a stal se také vynikajícím violoncellistou a skladatelem.

### Hudební kariéra
S řadou dalších krajanů odešel jako výkonný hudebník do Vídně, kde se seznámil s Josephem Haydnem, který ho doporučil v roce 1777 do kapely uherského knížete Esterházyho. Tam se postupně vypracoval na sólistu, Esterházy si ho velmi vážil a umožňoval mu koncertovat na pozvání po Evropě. Tak v roce 1786 vystupoval ve Vídni, Bratislavě, Berlíně i Drážďanech. Bral sebou i svého osmiletého syna Mikuláše, kterého sám vyučoval a vychoval z něho také violoncellistu. V Berlíně se seznámil s Wolfgangem Amadeem Mozartem, s kterým koncertoval na mnoha místech a také v Praze. Po smrti svého mecenáše vstoupil roku 1790 do bratislavské kapely hraběte Antonína Grassalkoviče. Mezitím roku 1779 se stal přímo Haydnovým žákem, učil se u něj hudební skladbu.
Antonín Kraft byl ve své době považován za jednoho z nejlepších violoncellistů, jeho čistý tón a technika byly považovány za nedostižné, stal se členem tehdy slavného Schuppanzighova kvarteta. V roce 1792 se seznámil s Ludwigem van Beethovenem, s nímž navázal přátelství trvající až do jeho smrti. Byl také prvním violoncellistou Vídeňské opery.
Další významné angažmá získal roku 1795 jako první violoncellista v kapele knížete Josefa Františka z Lobkovic. Tento kulturní mecenáš se však časem dostal do finančních potíží a Antonína Krafta musel propustit. Ten se, v období všeobecné krize, obrátil na Ludwiga van Beethovena, který mu roku 1815 zajistil další živobytí svou intervenci u kardinála arcivévody Rudolfa.
Na sklonku života se počátkem roku 1820 stal na Vídeňské konzervatoři profesorem hry na violoncello, téhož roku však ve Vídni ve věku 70 let umírá.

## Skladatel
Z dochovaných skladeb Antonína Krafta se nejčastěji hrají:
- Sonáty pro violoncello op. 1 a op. 2,
- Duet pro housle a violoncello op. 3,
- Koncert pro violoncello a orchestr op 4,
- Duety pro dvě violoncella op. 5 a op. 6,
- Koncert pro violoncello C dur (Seydel's Concerto).

Je zajímavé, že pro něj Josefem Haydnem napsaný Koncert č. 2 D dur, op. 101 byl dlouho považován za Kraftovo dílo, také L. v. Beethoven mu dedikoval svůj Trojkoncert, op. 56.
V roce 1995 vydal Panton nahrávku dvou jeho koncertů a polonézy syna Mikuláše v podání cellisty Jiřího Hoška a Symfonického orchestru hlavního města Prahy FOK pod taktovkou Josefa Hrnčíře.